# Didelotia pauli-sitai
Didelotia pauli-sitai là một loài thực vật có hoa trong họ Đậu. Loài này được Letouzey miêu tả khoa học đầu tiên.